# Phil Harrison
Phil Harrison var vd för Sony Computer Entertainment. Han slutade hos Sony den 25 februari 2008. Han har också arbetat för Microsoft under en treårsperiod. I januari 2018 anställdes han av Google som vice president och general manager.